# Église zioniste
Les Églises zionistes (Zionist Churches en anglais) sont un groupe de confessions chrétiennes qui dérivent de l'Église chrétienne catholique apostolique qui a été fondée par John Alexander Dowie (en) à Zion en Illinois à la fin du XIXe siècle. Des missionnaires de l'Église se sont rendus en Afrique du Sud en 1904 et, parmi leurs premières recrues, se trouvaient Pieter Louis le Roux et Daniel Nkonyane de Wakkerstroom qui ont continué à évangéliser après le départ des missionnaires en 1908. Les Églises zionistes se sont répandues en Afrique australe et sont devenues des Églises africaines indépendantes. Des recherches datant de 1996 suggèrent que 40 % des Sud-Africains noirs appartenaient à une Église zioniste. Au cours du XXe siècle, plusieurs schismes et conflits de succession ont mené à l'établissement de différentes congrégations dont la plus grande est l'Église chrétienne de Sion avec environ trois millions de membres.

## Annexe